# نذير هلال
 نذير هلال (1977الجزائر) هو لاعب كرة قدم جزائري.